# Mississippi Mills
Mississippi Mills – miasto we wschodnim Ontario, w Kanadzie, w hrabstwie Lanark. Położone jest nad rzeką Mississippi, która stanowi dopływ Ottawy.
Liczba mieszkańców Mississippi Mills wynosi 11 734. Język angielski jest językiem ojczystym dla 91,4%, francuski dla 4,3% mieszkańców (2006).

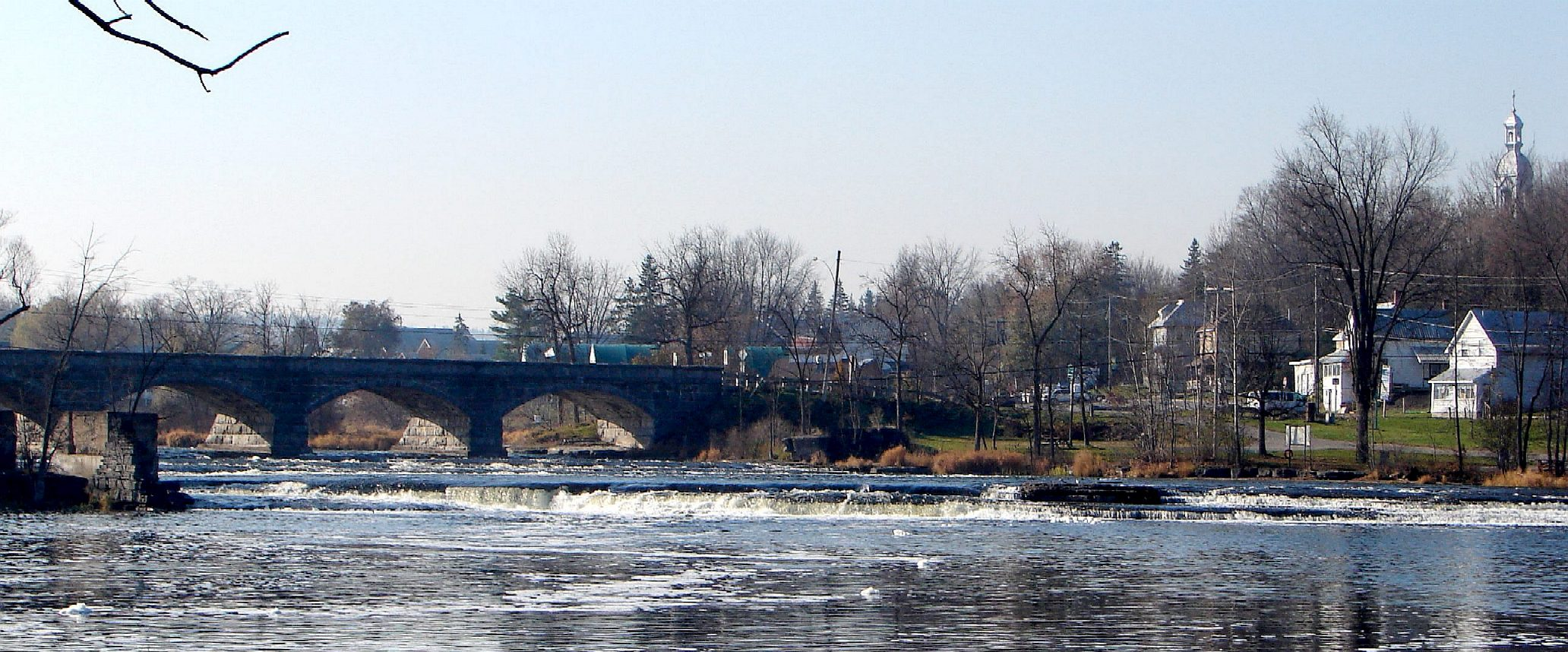
Pakenham